# Jennifer Hopkins
Jennifer Dent (Jennifer Hopkins, 21 de septiembre de 1981 en Kansas, Misuri) es una tenista profesional estadounidense.

## Carrera
Ha ganado siete torneos organizados por la ITF. En 2001, alcanzó su primera final en individuales en Hobart (en esa oportunidad perdió con la italiana Rita Grande). En 2003 jugó algunos torneos ITF, alcanzando la final en Atlanta y la semifinal en Dothan. En 2005 ganó su primer título de dobles en Estrasburgo con Jelena Kostanić. Sin embargo, nunca ha podido avanzar de segunda ronda en torneos de Grand Slam. 
Se casó con Taylor Dent el 8 de diciembre de 2006 en Sarasota, Florida. El 26 de enero de 2010 dio a luz a su primer hijo, Declan James Phillip Dent.